# Braderochus
Braderochus is een kevergeslacht uit de familie van de boktorren (Cerambycidae). De wetenschappelijke naam van het geslacht werd voor het eerst geldig gepubliceerd in 1852 door Buquet.

## Soorten
Braderochus omvat de volgende soorten:
- Braderochus dentipes (Chemsak, 1979)
- Braderochus hovorei Santos-Silva & Martins, 2005
- Braderochus jolyi Bleuzen, 1994
- Braderochus levoiturieri (Buquet, 1842)
- Braderochus mundus (White, 1853)
- Braderochus retrospinosus (Lameere, 1916)
- Braderochus salcedoi Bleuzen, 1994